# (2358) Bahner
(2358) Bahner (1929 RE) – planetoida z grupy pasa głównego asteroid okrążająca Słońce w ciągu 5,28 lat w średniej odległości 3,03 au. Odkryta 2 września 1929 roku.